# Hyundai Matrix
Hyundai Matrix, též Hyundai Lavita (v Jižní Koreji, Japonsku a Tchaj-wanu) a také Hyundai Elantra LaVita v Austrálii, je automobil třídy MPV vyráběný jihokorejskou automobilkou Hyundai mezi lety 2001 až 2010. Mechanicky byl Matrix příbuzný s vozem Hyundai Elantra třetí generace a jeho design byl navržen italskou společností Pininfarina.
Prodej vozu se rozběhl v srpnu roku 2001 a byl ukončen v roce 2010, kdy byl nahrazen vozem Hyundai ix20.

## Popis

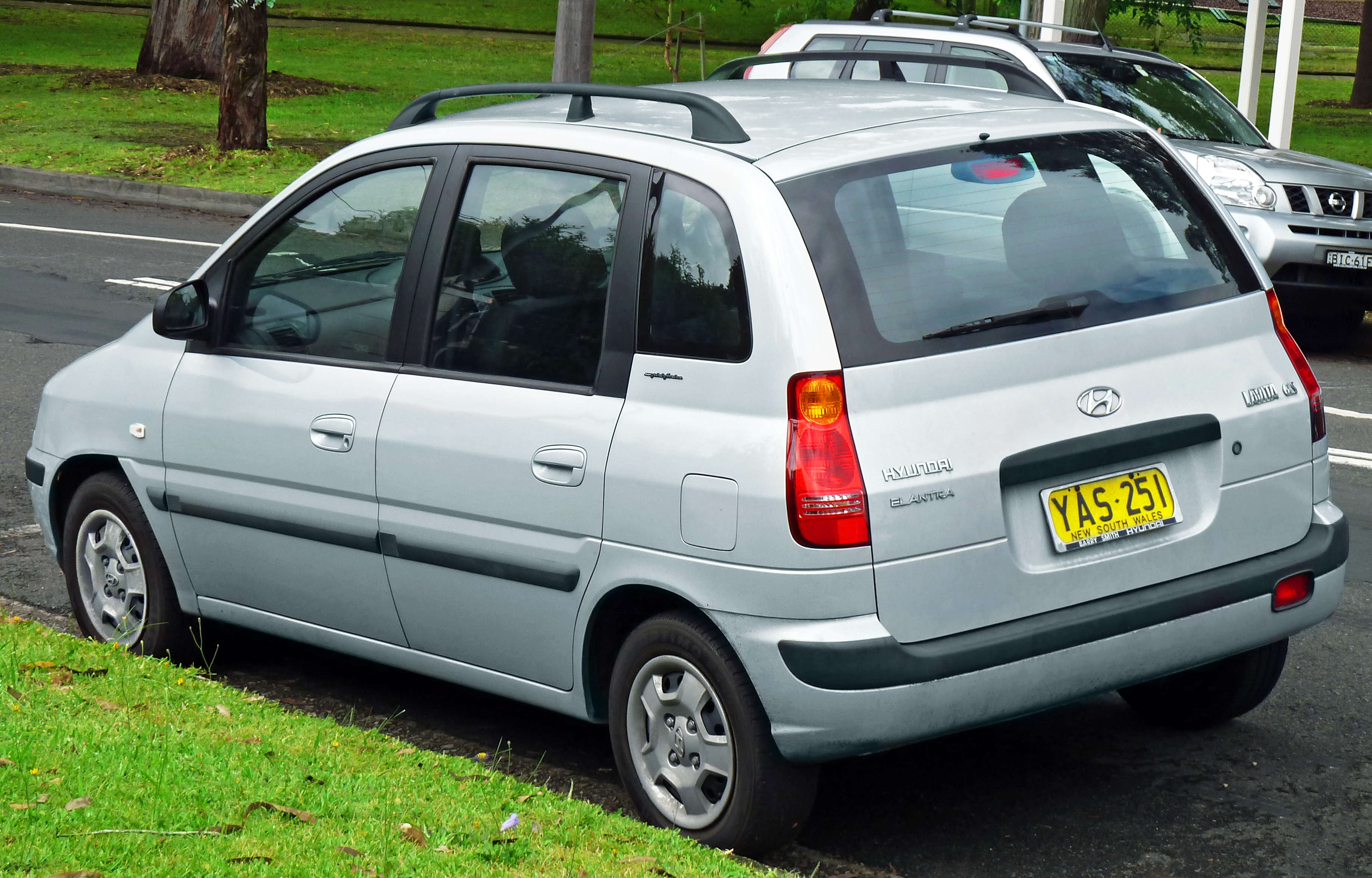
Hyundai Matrix (před faceliftem)

Matrix je pětimístné MPV které bylo k dispozici ve verzích se zážehovými motory 1,5 a 1,6 a 1,8 litru. Verze 1,8 l má 122 koní, maximální rychlost 183 km/h, kombinovanou spotřebu 8,5 l na 100 km a zrychlení z 0 na 100 km/h za 11,4 sekund. V Evropě byly od září 2001 k dispozici také verze s dieselovým motorem. 
V Malajsii se model Matrix montoval lokálně a byl prodávan pod názvem Inokom Matrix. Byl k dispozici s benzinovými motory o objemu 1,6l a 1,8l.

Matrix prošel prvním menším faceliftem v roce 2005. V roce 2008 na ženevském autosalonu v březnu Hyundai představil druhý, větší, facelift. Model prošel zásadní změnou v přední části vozu, ve stylu první generace i30 a dostal například nová kola. Začerněn a oplastován byl také netradiční schodek u C sloupku, jenž byl za vzhled kritizován. Drobné změny byly provedeny také v interiéru.

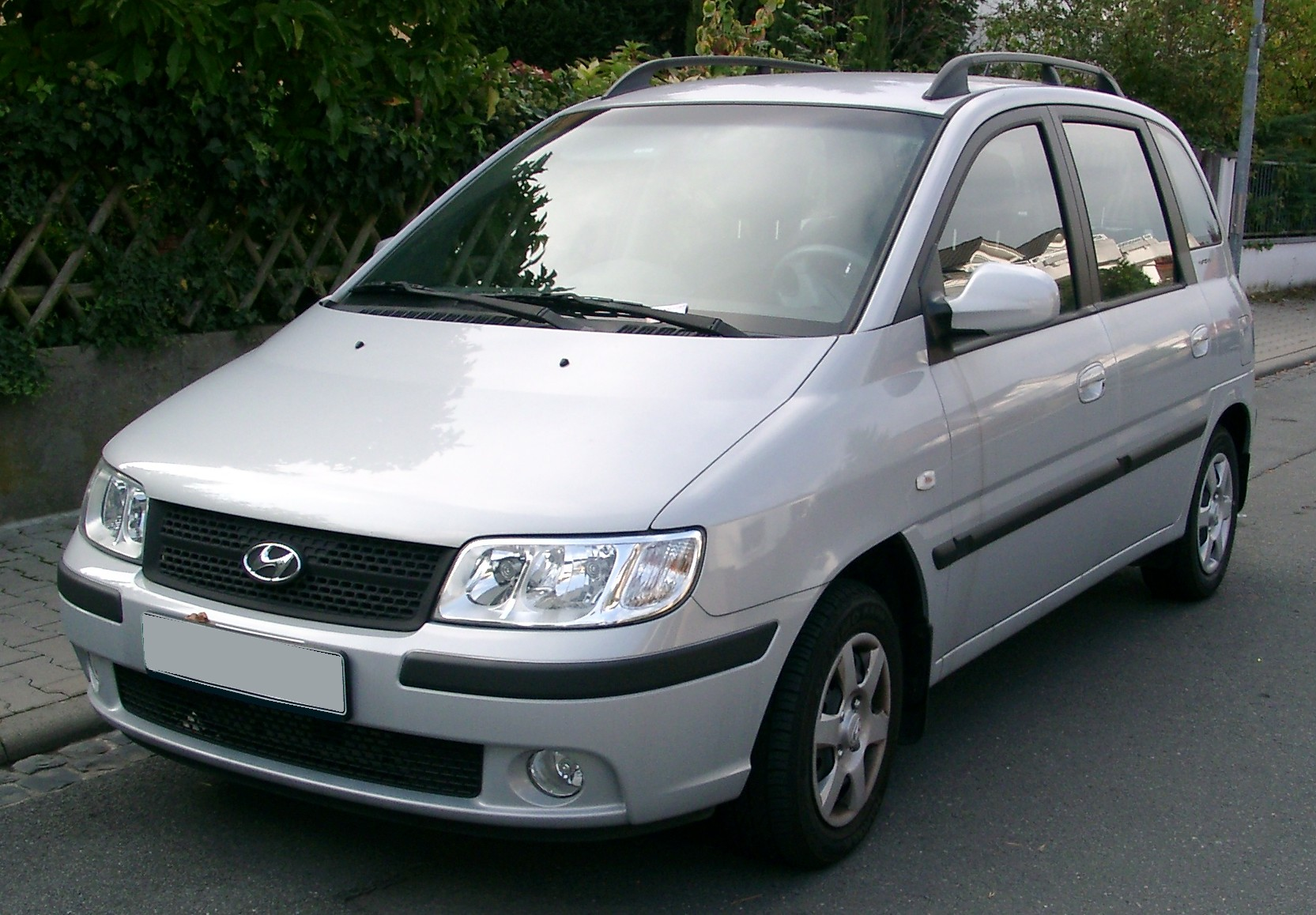
Hyundai Matrix (první facelift)
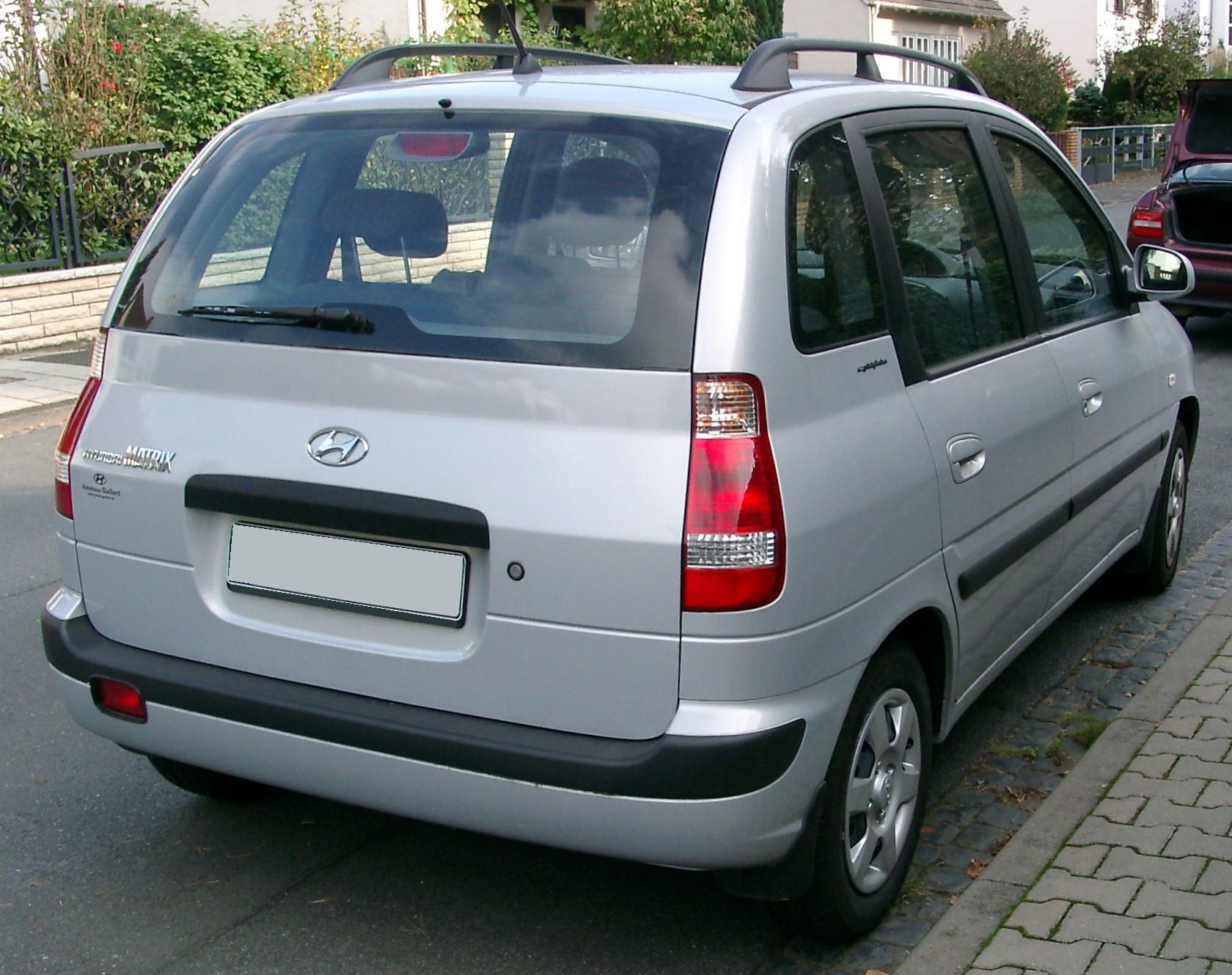
Hyundai Matrix (první facelift)

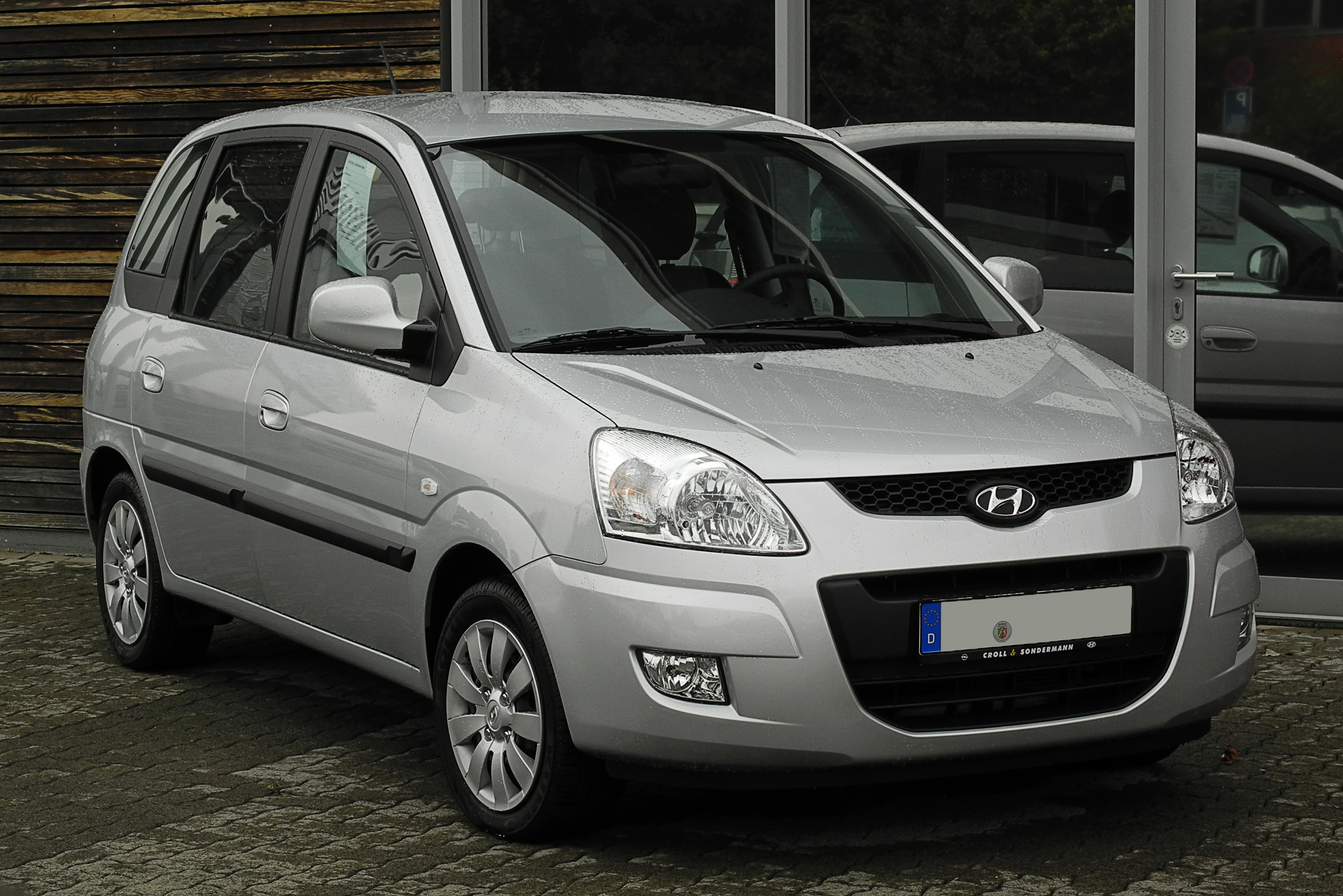
Hyundai Matrix (druhý facelift)
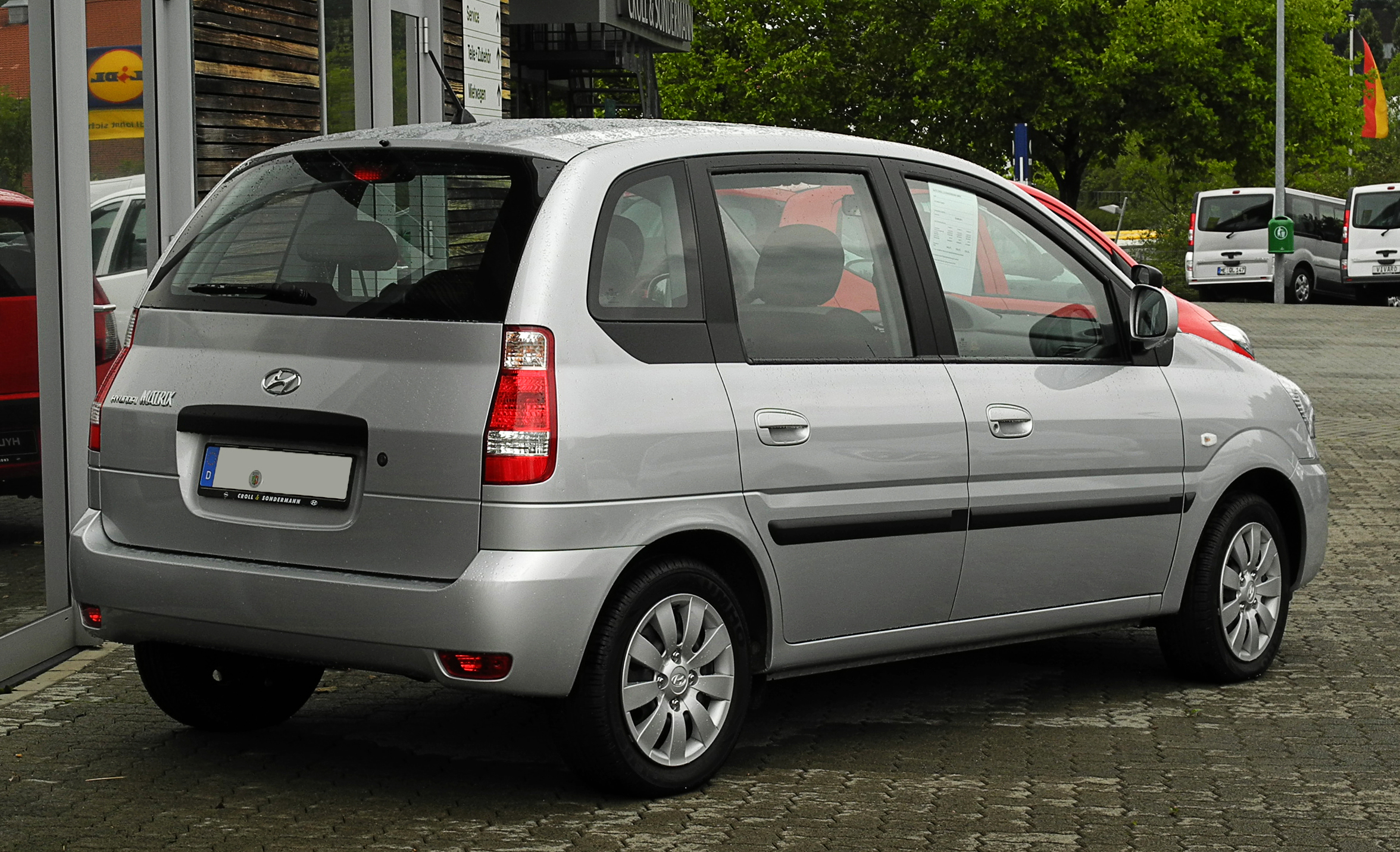
Hyundai Matrix (druhý facelift)